# Contigo (Perú)
Contigo fue un partido político peruano de derechas inscrito ante el Jurado Nacional de Elecciones en reemplazo del que fuera conocido como Peruanos por el Kambio, que no obtuvo representantes parlamentarios al no pasar la valla electoral en las Elecciones parlamentarias extraordinarias de Perú de 2020. 
Sus principales fundadores fueron los excongresistas Gilbert Violeta, Salvador Heresi y Juan Sheput.
El partido se disolvió después de perder su inscripción electoral en las elecciones de 2021.

## Historia
En febrero de 2019, Peruanos Por el Kambio (PpK), el partido que había llevado a la presidencia a Pedro Pablo Kuczynski en el 2016, y que en teoría, ejercía como el partido oficialista del gobierno de Martín Vizcarra, se declaró en reorganización y anunció la realización de una asamblea partidaria para evaluar un probable cambio de nombre. El mismo Kuczynski presentó su renuncia irrevocable a la presidencia de PpK, el 4 de febrero de 2019.
El resquebrajamiento de la unidad de PpK ya se vislumbraba desde el Congreso. La bancada inicialmente estaba compuesta por 18 miembros, sin embargo, para inicios de 2019 solo contaba con 11 miembros. La mayoría de estos congresistas no eran militantes del partido, sino invitados. El primer congresista de PpK en salir de su bancada fue Roberto Vieira, quien fue expulsado por faltar a la ética interna. Luego renunciaron Alberto de Belaunde, Gino Costa, Vicente Zeballos, Pedro Olaechea, Guido Lombardi, Salvador Heresi y Patricia Donayre (esta última provenía de Fuerza Popular). Incluso, Salvador Heresi y Gilbert Violeta (miembros de la bancada y dirigentes de PpK a la vez), tuvieron roces con el gobierno de Vizcarra, lo que se interpretó como un distanciamiento del partido hacia el presidente. En sí, Vizcarra también fue un invitado del partido y nunca militante del mismo. El congresista Juan Sheput, también invitado del partido, dijo que Vizcarra, por decisión propia, se había alejado de la bancada y que se orientaba más a la Bancada Liberal. El mismo Vizcarra dijo que prefería gobernar sin bancada parlamentaria.
Poco después del anuncio de reorganización del partido, nueve de los once congresistas de PpK (los ausentes fueron Violeta y Sheput) se reunieron en Palacio de Gobierno con el presidente Vizcarra y los miembros del Consejo de Ministros, y acordaron seguir respaldando al gobierno. Se podía entrever que en la bancada de PpK se había dividido en dos facciones: una mayoritaria, encabezada por Mercedes Araoz y Carlos Bruce, que querían continuar apoyando con condiciones al gobierno; y otra, comandada por Violeta y Sheput, apoyados en lo que quedaba del partido, que apuntaba a romper con Vizcarra.
El distanciamiento de Vizcarra con el partido PpK se agravó más a raíz de la revelación de que el Club de la construcción había aportado US$100 000 para la campaña de Kuczynki de 2016. Los dirigentes del partido (Violeta, Heresi y el secretario general de PpK Jorge Villacorta) acordaron responsabilizar a Vizcarra del control del financiamiento de la campaña, tal como se revela en unas conversaciones en WhatsApp filtradas a la prensa. Al estar en desacuerdo con esa posición, tres congresistas de PpK renunciaron al partido: Jorge Meléndez (vocero de la bancada), Alberto Oliva y Janet Sánchez, aunque acordando permanecer en la bancada.
El 2 de marzo de 2019, la asamblea del partido PpK acordó cambiar su nombre por el de Contigo. También oficializó la admisión al partido de Juan Sheput, que hasta entonces solo había sido invitado.
La dirigencia de Contigo dijo que el partido apoyaba a Vizcarra «al 100%» y consideró que la bancada de PpK en el Congreso debía también cambiar su nombre. Pero los congresistas de PpK, con excepción de Violeta y Sheput, acordaron mantener el nombre original, al considerar que se debía respetar el nombre con el que la ciudadanía los había elegido. Violeta y Sheput pidieron entonces una licencia temporal a la bancada, pero esta no aceptó e incluso les abrió un proceso disciplinario. Ante ello, ambos congresistas decidieron renunciar a la bancada PpK, que quedó así reducida a nueve miembros (6 de marzo de 2019). Ninguno de esos nueve miembros de la bancada de PpK, entre los que se cuentan Mercedes Araoz y Carlos Bruce, es militante del partido; el último militante, Clemente Flores, renunció a Contigo ese mismo día.

### Fractura en el Congreso
Distanciados así de la antigua bancada de PpK, los únicos militantes de Contigo que estaban en el Congreso eran Gilbert Violeta, Salvador Heresi y Juan Sheput. Estos se unieron a un grupo de congresistas que no habían logrado inscribirse como bancada: Pedro Olaechea, Jorge Castro y Julio Rosas, y anunciaron la conformación de una nueva bancada, llamada Concertación Parlamentaria (a la que después se sumarían Marita Herrera y Sonia Echevarría, provenientes de Cambio 21). Sin embargo, surgieron diferencias entre los congresistas de Contigo y el resto de los integrantes de la bancada, por lo que estos últimos, a excepción de Jorge Castro, decidieron conformar una nueva bancada llamada Acción Republicana. Ello motivó a que la bancada de Concertación Parlamentaria se disolviera al quedarse sin el número mínimo requerido (4 de junio de 2019).
Los congresistas Gilbert Violeta, Salvador Heresi y Juan Sheput, quedaron por el momento como congresistas no agrupados, hasta que el 20 de julio de 2019 se produjo la renuncia de los congresistas Janet Sánchez y Moisés Guía Pianto a la bancada de PpK. Estos anunciaron su unión al grupo de Violeta, Heresi y Sheput, para formar una nueva bancada, la de Contigo, que vendría a ser la 11.ª bancada del Congreso.

## Resultados electorales

### Elecciones presidenciales
| Año  | Fórmula presidencial | Fórmula presidencial | Fórmula presidencial | Fórmula presidencial     | Votos | %   | Resultado | Notas                        |
| Año  | Presidente           | Presidente           | Vicepresidentes      | Vicepresidentes          | Votos | %   | Resultado | Notas                        |
| ---- | -------------------- | -------------------- | -------------------- | ------------------------ | ----- | --- | --------- | ---------------------------- |
| 2021 |                      | Pedro Angulo         | 1.º                  | Casimira Mujica Zevallos | N/A   | N/A | N/A       | No inscribió su candidatura. |
| 2021 | 2.º                  | Pedro Angulo         | Alexander Von Ehren  |                          | N/A   | N/A | N/A       | No inscribió su candidatura. |

### Elecciones parlamentarias
|  | 1.07 % |

|  | 0.03 % |

## Últimos años
El partido participó en las elecciones extraordinarias de 2020 tras la disolución del Congreso el año anterior por el presidente Martín Vizcarra. No obtuvo ningún escaño. 
Contigo también participó en las elecciones del año siguiente, 2021. Al no superar la valla electoral, el partido perdió su inscripción en el JNE y se disolvió. 
En 2024, el partido se refunda y cambia de nombre a Renace Perú. 